# Tanja Elsner
Tanja Elsner, slovenska kolesarka, * 16. januar 1993, Ljubljana. 
Elsnerjeva vozi za kolesarski klub BTC City Ljubljana. Njen največji uspeh je šesto mesto na državnem prvenstvu Slovenije